# Peca (FFH-Gebiet)
Das Fauna-Flora-Habitat-Gebiet Peca (deutsch Petzen) liegt in den Sanntaler Alpen nordwestlich von Črna na Koroškem im Norden Sloweniens unmittelbar an der Grenze zu Österreich. Das etwa 3,9 km² große Schutzgebiet umfasst subalpine und alpine Lebensräume rund um die Berge Knieps, Velika glava, Kordeschkopf und Mihelja Peca. Es ist Teil des europäischen Schutzgebietsnetzes Natura 2000.
Das Gebiet liegt im europäischen Vogelschutzgebiet Grintovci. Es wurde im Jahr 2004 als FFH-Gebiet vorgeschlagen. 2008 erfolgte die Bestätigung als Gebiet gemeinschaftlicher Bedeutung (SCI) und 2012 die Ausweisung als Besonderes Erhaltungsgebiet (SAC).

## Schutzzweck

### Lebensraumtypen
Folgende Lebensraumtypen nach Anhang I der FFH-Richtlinie kommen im Gebiet vor; prioritäre Lebensraumtypen sind mit * gekennzeichnet:
| EU Code | * | Lebensraumtyp (offizielle Bezeichnung)                                                       | Fläche [ha] |
| ------- | - | -------------------------------------------------------------------------------------------- | ----------- |
| 4060    |   | Alpine und boreale Heiden                                                                    | 26.9        |
| 4070    | * | Buschvegetation mit Pinus mugo und Rhododendron hirsutum (Mugo-Rhododendretum hirsuti)       | 36.8        |
| 6150    |   | Boreo-alpines Grasland auf Silikatsubstraten                                                 | 32.1        |
| 6170    |   | Alpine und subalpine Kalkrasen                                                               | 32.1        |
| 6430    |   | Feuchte Hochstaudenfluren der planaren und montanen bis alpinen Stufe                        | 210.1       |
| 8120    |   | Kalk- und Kalkschieferschutthalden der montanen bis alpinen Stufe (Thlaspietea rotundifolii) | 12.2        |
| 8210    |   | Kalkfelsen mit Felsspaltenvegetation                                                         | 40.6        |

### Arteninventar
Folgende Arten von gemeinschaftlichem Interesse sind für das Gebiet gemeldet. Prioritäre Arten sind mit * gekennzeichnet:
| Bild             | EU Code | * | Art               | wissenschaftlicher Name | Artengruppe |
| ---------------- | ------- | - | ----------------- | ----------------------- | ----------- |
| Campanula zoysii | 4071    |   | Zois-Glockenblume | Campanula zoysii        | Pflanzen    |